# دارن کریس
دارن اورت کریس(به انگلیسی: Darren Everett Criss) (متولد ۵ فوریه ۱۹۸۷) بازیگر، خواننده- ترانه‌سرا و موسیقی‌دان آمریکایی است. از آثار او می‌توان به بازی در نقش یک همجنسگرا به نام بلین آندرسون در سریال شبکه رسانه‌ای فاکس یعنی گلی اشاره کرد. او همچنین برای بازی در شخصیت هری پاتر در فیلم یک هری پاتر خیلی موزیکال نیز شهرت دارد.
نام کریس در فهرست مجله پیپل به نام «سکسی‌ترین مرد زنده» در رتبه یک و در فهرست ۱۰۰ هات سال ۲۰۱۱ در afterellen.com نیز در رتبه یک قرار داشت. او از فعالین حقوق همجنسگرایان است.
او در هفتاد و ششمین مراسم گلدن گلوب برای بازی در نقش اندرو کونانان در مجموعه تلویزیونی کوتاه ترور جانی ورساچه: داستان جنایی آمریکایی برنده جایزه گلدن گلوب بهترین بازیگر مرد مجموعه تلویزیونی کوتاه شد.
او در فیلم دختر با احتمال زیاد بازی کرده‌است.